# Gabbeh
Pour l’article homonyme, voir Gabbeh (film).
Le gabbeh est un type traditionnel de tapis persan. En persan, le mot signifie « brut », « naturel », « non coupé ».
Le gabbeh est un tapis de petite taille noué à la main quasiment exclusivement par des femmes de tribus nomades originaires d'Iran (Baloutches, Lors, etc.), du Turkestan et d'Afghanistan. 
Ce type de tapis a un velours beaucoup plus épais que les autres tapis persans, parfois jusqu'à 3 cm. La décoration est très basique et se limite à quelques motifs simples, des animaux fortement stylisés. Ces tapis ont généralement des couleurs vives comme le jaune et le rouge. Sa facilité de production (dessin moins précis, nombre de nœuds au dm2 assez faible) donne au gabbeh son bas prix en comparaison des autres tapis persans.